# Begonia rubinea
Espèce
Begonia rubinea est une espèce de plantes de la famille des Begoniaceae.
Elle a été décrite en 2005 par Hong Zhe Li (2006) et Hong Ma (2006).